# Розалінд Севілл
Дама Розалінд Джой Севілл (англ. Dame Rosalind Joy Savill, 12 травня 1951 — 27 грудня 2024) — британський мистецтвознавець та музейний куратор, кавалер Ордену Британської імперії, член Королівського товариства старожитностей, член Британської академії.

## Життєпис
Закінчила Університет Лідса. Севілл почала працювати у Музеї Вікторії та Альберта касиром їдальні. Пізніше стала співробітником Зібрання Воллеса, у 1978 році призначена помічником його директора. У квітні 1988 року Севілл опублікувала Каталог севрської порцеляни Зібрання Воллеса в трьох томах, що готувався нею протягом десятиліття.
У 1990 році вона отримала премію Національного фонду художніх колекцій, у 2000 році — Орден Британської імперії за внесок у вивчення кераміки. У 1992 році призначена директором Зібрання Воллеса, працювала на цьому посту до 2011 року.